# Schweizer Fernsehen
Pour les articles homonymes, voir SF.
Schweizer Fernsehen (littéralement « Télévision Suisse »), ou SF, était une des deux composantes de l'Unité d'entreprise de Schweizer Radio und Fernsehen du groupe public audiovisuel suisse SRG SSR chargée de la production et de la diffusion de programmes de télévision en allemand pour la Suisse alémanique. En 2011, elle a fusionné avec la SR DRS (radio) pour former la Schweizer Radio und Fernsehen.

## Histoire de SF
- 1939 : premiers essais de télévision expérimentale
- 1953 : diffusion depuis le Studio Bellerive d'une heure d'émission cinq soirs par semaine
- 1963 : diffusion des premières émissions rétho-romanches
- 1965 : introduction de la publicité
- 1968 : introduction de la couleur
- 1984 : démarrage du Télétexte
- 1984 : démarrage de la chaîne germanophone 3sat en collaboration avec la ZDF allemande et l'ORF autrichienne
- 1987 : le nouveau directeur est Peter Schellenberg
- 1990 : nouvelle grille de programmes "90"
- 1997 : création de SF2
- 1999 : démarrage de SFi (SFinfo) dans la région de Zurich
- 2001 : SFi, la chaîne de l'information, émet dans l'ensemble de la Suisse alémanique
- 2004 : Ingrid Deltenre est la nouvelle directrice de SF DRS
- 5 décembre 2005 : SF DRS change de nom pour s'appeler "Schweizer Fernsehen".
- 1er janvier 2011 : La SF fusionne avec la Schweizer Radio DRS pour créer la Schweizer Radio und Fernsehen.

## Organisation

### Direction
Directeurs :
- Peter Schellenberg : 1987-2004
- Ingrid Deltenre : depuis 2004

Comité de direction :
- Ingrid Deltenre (Directrice)
- Ueli Haldimann (Rédacteur en chef)
- Gabriela Amgarten (Divertissement)
- Adrian Marthaler (Culture)
- Urs Leutert (Sport)
- Beny Kiser (Services de programme)
- René Stamm (Finances et ressources humaines)
- Claudia Bossert (Communication et marketing)

Comité de direction étendu :
- Alex Hefter (Creative director)
- Toni Zwyssig (Directeur de la formation)

### Siège
Le siège de Schweizer Fernsehen se situe à Zurich.

### Capital
SF était une unité d'entreprise à 100 % du groupe audiovisuel public suisse SRG SSR dont le siège est à Berne. 

## Activités

### Chaînes de télévision
- SF1
- SF Zwei (anciennement SF 2)
- SF Info (anciennement SFi)

PresseTV a sa propre concession de programme sur SF Zwei et SF Info.
La Radio e Televisiun Rumantscha (RTR) émet ses programmes sur SF 1. (Telesguard (journal télévisé), Cuntrasts et Istorgia da buna notg).
Différentes collaborations avec des chaînes privées, telles que Tele 24, ont échoué. Seul Star TV (Film-News) a toujours du succès. D'autres collaborations débutèrent en 2004 avec la chaîne privée U1 TV.

## Historique des logos

Logo de TV DRS Schweizer Fernsehen de 1958 à 1985.
Logo de la SF DRS de 1985 à 1993.
Logo de la SF DRS de 1993 à 2005.
Logo de la Schweizer Fernsehen de 2005 au 29 février 2012.
Logo. de la Schweizer Fernsehen du 29 février au 16 décembre 2012.

## Diffusion
- Par câble dans toute la Suisse pour les trois canaux (SFinfo parfois qu'en numérique).
- Par la TNT pour SF1 en Suisse romande et Suisse italienne et SF1 et SF2 en Suisse alémanique. Dans le canton des Grisons, SFinfo est également diffusée par la TNT.
- Par le satellite Hot Bird (carte SatAccess nécessaire pour décrypter le signal mais n'est distribuée qu'aux personnes domiciliées en Suisse ainsi qu'aux citoyens suisses résidant à l'étranger).
- Certaines émissions sont diffusées sur 3sat.